# Escupidera

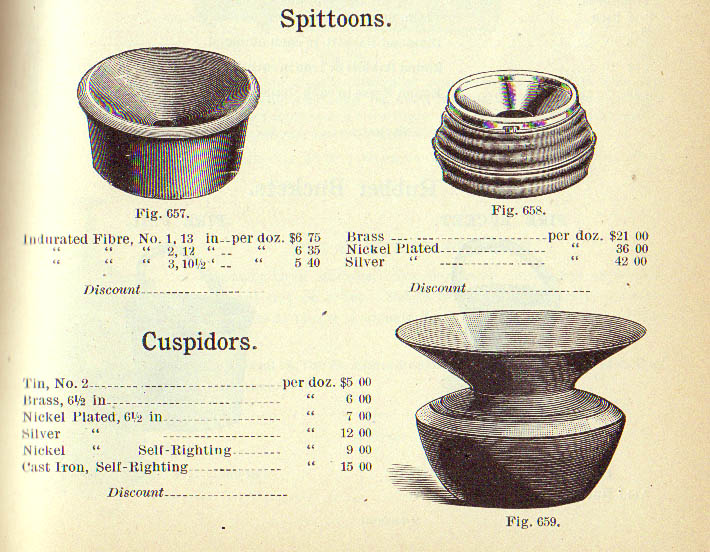
Tipos de escupideras, de 'plato' (en porcelana blanca y metal -latón-) y, abajo, escupidera alta en cerámica.

Escupidera es un recipiente de loza, metal, madera, y otros materiales sintéticos, usado para escupir en él. Como utensilio doméstico o de uso higiénico para recoger las expectoraciones, está documentado desde la Antigüedad, conservándose algunos ejemplares de fabricación sofisticada y lujosa. A veces se asocia su empleo con el del bacín, y en Andalucía y varios países de Sudamérica es sinónimo de orinal.

## En el Lejano Oriente
En China, durante la dinastía Qing, y en Japón, las escupideras de oro eran objetos usuales en las recepciones. Su utilización se registra todavía durante la era comunista, dentro de las campañas de higiene pública, convertidas en objetos públicos y frecuentes también en las casas (en un intento por corregir o al menos atajar la práctica oriental de escupir en el suelo). Tradicionalmente se fabricaron en porcelana blanca. Diversos museos orientales y occidentales conservan curiosos ejemplares.

## En elsigloXIX
«...e con la solita precisione di mira colpì col suo disprezzo la sputacchiera di smalto bianco, a tre metri...» (y con la precisión habitual le acertó a la escupidera de esmalte blanco, a tres metros)
Leonardo Sciascia; capítulo XIII de A ciascuno il suo (A cada cual lo suyo) 1966

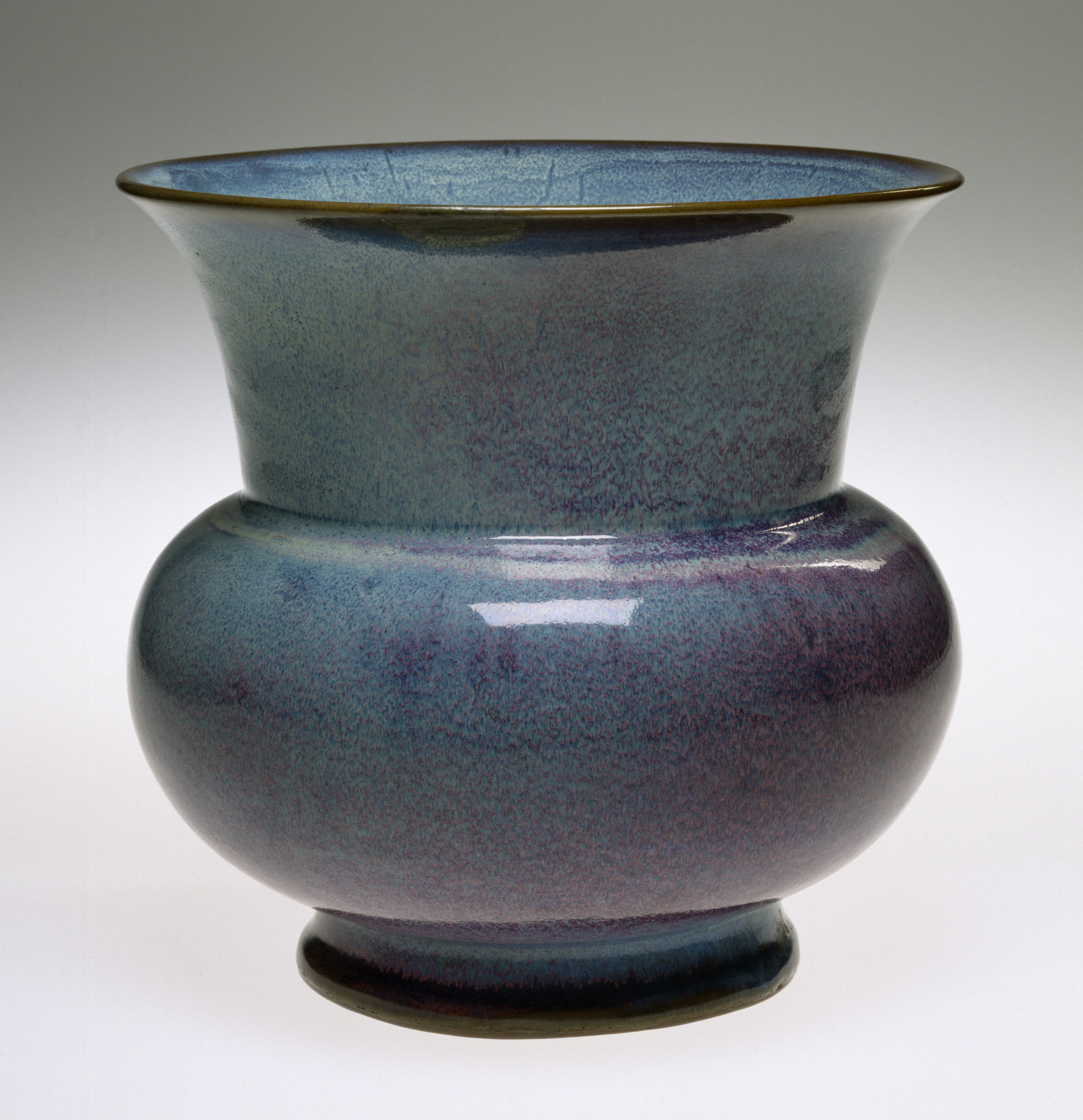
Modelo cerámico chino del siglo XIV, dinastía Ming; Museo Walters.
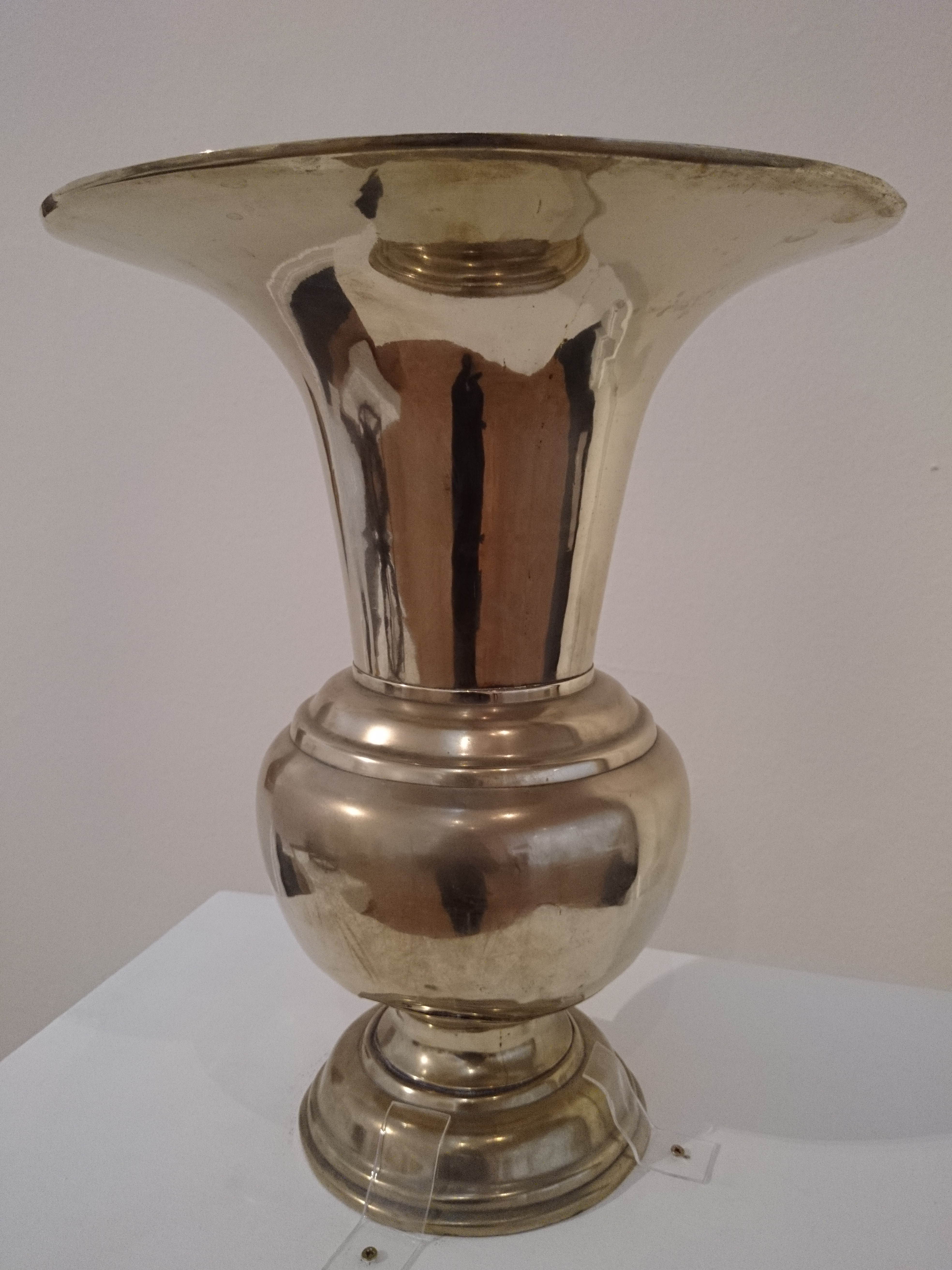
Escupidera para consumo de nuez de betel. Batavia (ca. 1652-1795)
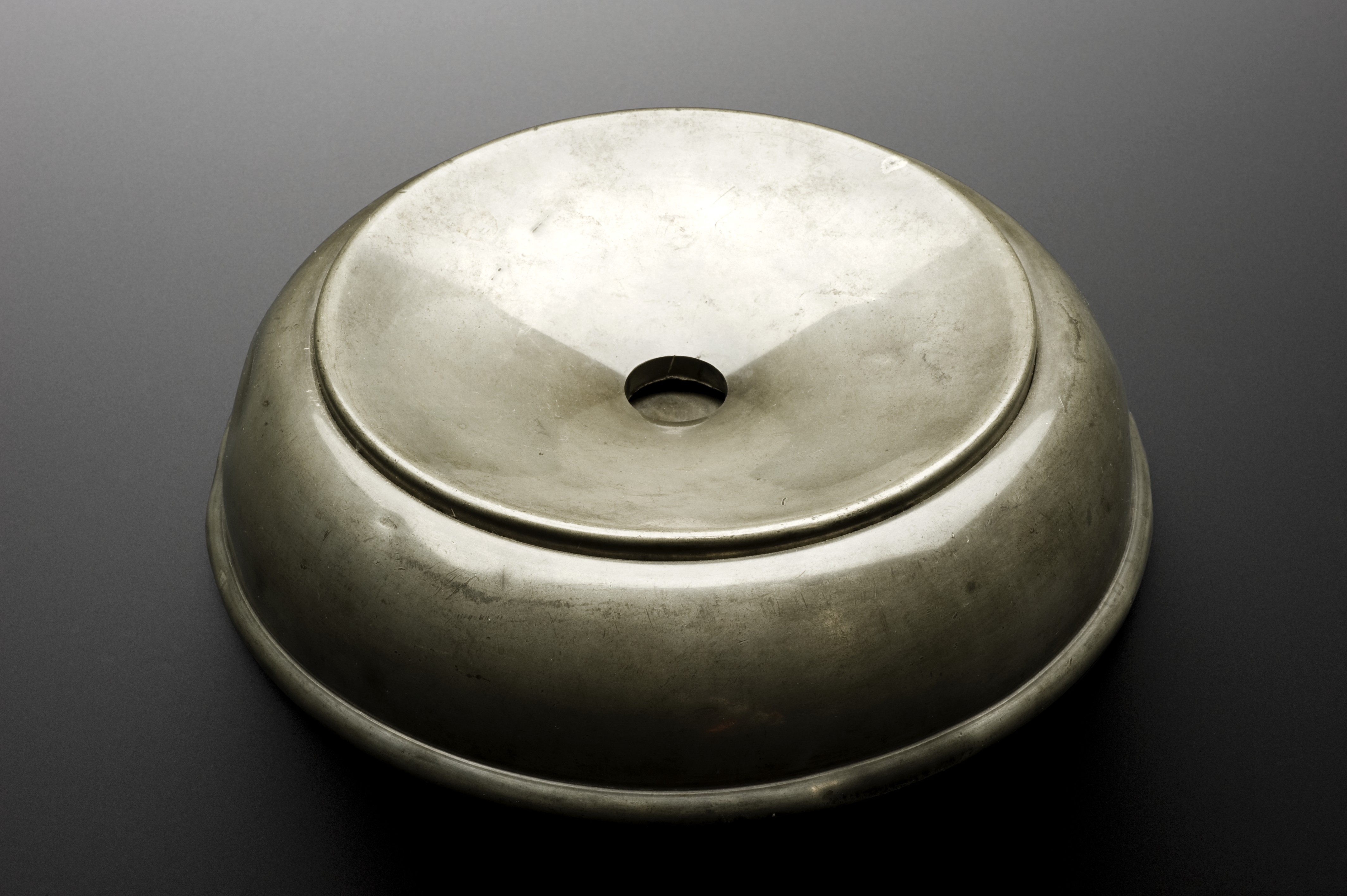
Escupidera metálica de uso sanitario en Inglaterra (1771-1850).
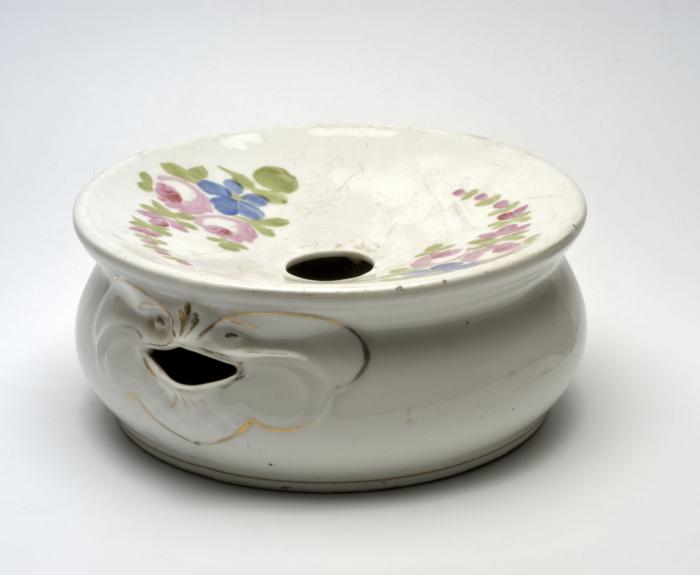
Escupidera de porcelana. De factura anterior a 1964. Tropenmuseum.

En Occidente y durante el siglo XIX, la costumbre de mascar tabaco o betel y escupir la mezcla ensalivada, hizo de la escupidera un objeto habitual en los pasillos de hotel, las estaciones de ferrocarril y otros lugares públicos. Incluida en el proceso industrial, la escupidera adoptó su formato más 'estable', es decir baja y pesada, para evitar que una patada o tropiezo accidental volcara su contenido.
Otro de los éxitos de la industrialización de este recipiente fue la necesidad de evitar la propagación de enfermedades, utilizándose para ello escupideras conteniendo soluciones antisépticas. Así, a principios del siglo XX, los médicos recomendaban a sus pacientes de tuberculosis el uso de unos tarros con ranuras estrechas o bolsas, como escupidera personalizada. Otra gran campaña en este sentido fue provocada por la llamada epidemia de gripe de 1918.
Las populares escupideras de latón desaparecieron de los lugares públicos tras la Segunda Guerra Mundial.

## Tipos

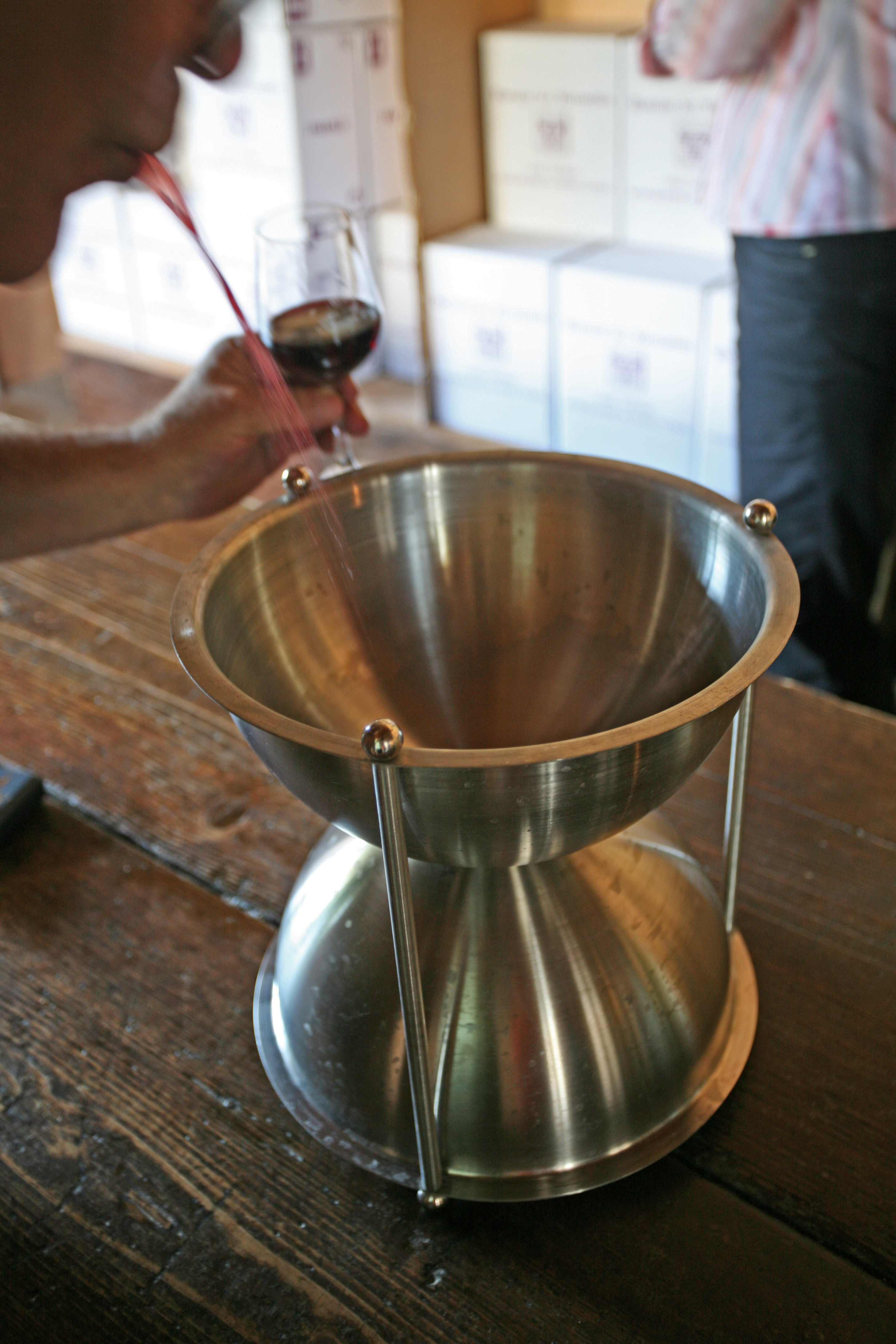
Escupidera metálica del catador de vinos.

La escupidera, como modelo de recipiente de uso concreto, ha dado origen a una variada tipología más allá de lo sanitario y escatológico, como por ejemplo las escupidera del catador de vinos, que le permite realizar su trabajo sin riesgo de intoxicación etílica.
En el número XXVIII de la Ilustración Española y Americana, publicada el 30 de julio de 1900, se glosaba, quizá con cierta fantasía, la “utopía inaplicable de la escupidera de bolsillo y de vía pública, inventadas ambas para facilitar la observancia de las órdenes de la prefectura de policía prohibiendo la expectoración sobre la vía pública, órdenes prudentes y aparatos ingeniosos, pero ¡cualquiera le pone puertas al campo!”.